# Franse presidentsverkiezingen 1920 (september)

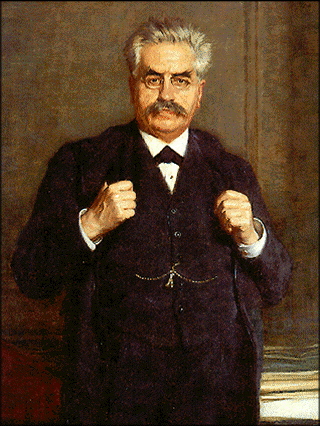
Alexandre Millerand

In 1920 vonden er in Frankrijk tweemaal presidentsverkiezingen plaats. De tweede verkiezing werd gehouden in september.

## Verloop
Paul Deschanel werd 18 februari 1920 geïnaugureerd. Enkele maanden later (september 1920) raakte hij, als gevolg van een val uit een trein, geestelijk gestoord en moest hij als president aftreden. Hierdoor werden er in september nieuwe verkiezingen gehouden.
Op 24 september 1920 werden er voor de tweede maal presidentsverkiezingen in Frankrijk gehouden. Deze presidentsverkiezingen werden gewonnen door Alexandre Millerand (Ligue Républicaine Nationale). Voor de eerste maal eindigde een socialist op de tweede plaats (Gustave Delory).
| Kandidaten          | Politieke richting | Ronde 1 |
| ------------------- | ------------------ | ------- |
| Alexandre Millerand | LRN                | 77,91%  |
| Gustave Delory      | SFIO               | 7,74%   |
| Anderen             | -                  | 2,47%   |